# 2022–2023-as spanyol labdarúgó-szuperkupa
A 2022–2023-as spanyol szuperkupa volt a spanyol labdarúgó-szuperkupa, azaz a Supercopa de España 39. kiírása. Negyedik alkalommal a kupa történetében az előző szezon bajnokán és kupagyőztesén kívül még két csapat vehetett részt, a bajnokság második helyezettje és a kupadöntős, így négy csapat részvételével rendezték meg meg Szaúd-Arábiában, Dzsidda városában 2023. január 12-e és 15-e között.
A kupát a Barcelona nyerte meg, története során 14. alkalommal, miután a döntőben 3–1-re nyertek a Real Madrid ellen.

## Résztvevő csapatok
A 2021-2022-es szezon bajnoka és kupagyőztes emellett kvalifikálta magát a négyes döntőre a bajnokságban második helyezettje és a kupadöntős is.
| Csapat      | Kvalifikáció módja                     | Részvételek száma | Legutóbbi eredmény | Győzelmek, döntők és elődöntök száma | Győzelmek, döntők és elődöntök száma | Győzelmek, döntők és elődöntök száma |
| Csapat      | Kvalifikáció módja                     | Részvételek száma | Legutóbbi eredmény | Kupagyőzelmek száma                  | Döntők száma                         | Elődöntők száma                      |
| ----------- | -------------------------------------- | ----------------- | ------------------ | ------------------------------------ | ------------------------------------ | ------------------------------------ |
| Real Betis  | 2022-es spanyol kupa győztes           | 2.                | 2005 döntős        | 0                                    | 1                                    | 0                                    |
| Real Madrid | 2021–2022-es spanyol bajnokság bajnoka | 19.               | 2020–21 győztes    | 12                                   | 5                                    | 1                                    |
| Valencia    | 2022-es spanyol kupa elődöntős         | 6.                | 2020–21 döntős     | 1                                    | 3                                    | 1                                    |
| Barcelona   | 2021–2022-es spanyol bajnokság 2. hely | 27.               | 2021–22 elődöntős  | 13                                   | 11                                   | 2                                    |

## Elődöntők
| 2023. január 11. 22:00 WEST |

| Real Madrid                  | 1–1 (h. u.)                 | Valencia                              |
| ---------------------------- | --------------------------- | ------------------------------------- |
| Benzema 39' (11-esből)       | (1–0, 1–1, 1–1) Jegyzőkönyv | Lino 46'                              |
| Büntetőpárbaj                |                             |                                       |
| Benzema Modrić Kroos Asensio | 4–3                         | Cavani Cömert Moriba Guillamón * Gayà |

| Abdullah király stadion, Rijád Nézőszám: 50 492 Játékvezető: Alejandro Hernández Hernández |

| 2023. január 12. 22:00 WEST |

| Real Betis                         | 2–2 (h. u.)                 | Barcelona                     |
| ---------------------------------- | --------------------------- | ----------------------------- |
| Fekir 77' Loren 101'               | (1–0, 1–1, 2–2) Jegyzőkönyv | Lewandowski 40' Fati 93'      |
| Büntetőpárbaj                      |                             |                               |
| Willian José Loren Juanmi Carvalho | 2–4                         | Lewandowski Kessié Fati Pedri |

| Abdullah király stadion, Rijád Nézőszám: 38 629 Játékvezető: Carlos del Cerro Grande |

## Döntő
| 2023. január 15. 22:00 WEST |

| Real Madrid   | 1–3               | Barcelona                          |
| ------------- | ----------------- | ---------------------------------- |
| Benzema 90+3' | (0–2) Jegyzőkönyv | Gavi 33' Lewandowski 45' Pedri 69' |

| Abdullah király stadion, Rijád Nézőszám: 57 340 Játékvezető: Ricardo de Burgos Bengoetxea |

| A 2022-2023-as spanyol labdarúgó-szuperkupa győztese |
| ---------------------------------------------------- |
| Barcelona 14. cím                                    |